# Episodi di Happy Days (nona stagione)
La nona stagione della serie televisiva Happy Days è stata trasmessa negli Stati Uniti dal 6 ottobre 1981. In Italia questa stagione è trasmessa in prima visione su Rai 1.
| nº | Titolo originale             | Titolo italiano                 | Prima TV USA     | Prima TV Italia |
| -- | ---------------------------- | ------------------------------- | ---------------- | --------------- |
| 1  | Home Movies: Part 1 e 2      | Ricordi in super-8, 1 e 2 parte | 6 ottobre 1981   |                 |
| 2  | Home Movies: Part 1 e 2      | Ricordi in super-8, 1 e 2 parte | 6 ottobre 1981   |                 |
| 3  | Not With My Mother You Don't | La Mamma è mia                  | 13 ottobre 1981  |                 |
| 4  | Another Night at Antoine's   | Una serata da Antoine           | 27 ottobre 1981  |                 |
| 5  | Little Baby Cunningham       | Il piccolo Cunningham           | 3 novembre 1981  |                 |
| 6  | The Other Guy                | L'altro                         | 10 novembre 1981 |                 |
| 7  | Fonzie, the Substitute       | Fonzie, il supplente            | 17 novembre 1981 |                 |
| 8  | Just a Piccalo               | Un furto al parco               | 24 novembre 1981 |                 |
| 9  | No Thank You                 | No grazie                       | 1º dicembre 1981 |                 |
| 10 | Baby It's Cold Inside        | In casa fa freddo               | 8 dicembre 1981  |                 |
| 11 | Hello, Though Guy            | Che forza, ragazzo              | 15 dicembre 1981 |                 |
| 12 | To Beanie or Not to Beanie   | Matricola o no?                 | 5 gennaio 1982   |                 |
| 13 | Southern Crossing            | Giù nel profondo Sud            | 12 gennaio 1982  | -               |
| 14 | Grandma Nussbaum             | Nonna Nussbaum                  | 19 gennaio 1982  |                 |
| 15 | Poobah, Doo Dah              | Chi è di scena                  | 26 gennaio 1982  |                 |
| 16 | A Touch of Classical         | Un tocco di classico            | 2 febbraio 1982  |                 |
| 17 | Hi-Yo Fonzie, Away           | Il compleanno di Fonzie         | 9 febbraio 1982  |                 |
| 18 | Great Expectations           | Grandi attese                   | 16 febbraio 1982 |                 |
| 19 | Hello, Flip                  | Ciao Flip                       | 23 febbraio 1982 |                 |
| 20 | Chachi's Future              | Il futuro di Chachi             | 2 marzo 1982     |                 |
| 21 | Tell-Tale Tart               | Una nuova amica                 | 16 marzo 1982    |                 |
| 22 | Love and Marriage            | Confetti per Alfred             | 23 marzo 1982    |                 |